# 김용빈 (가수)
김용빈(1992년 9월 18일~)은 대한민국의 트로트 가수이다.
2004년 트로트 신동으로 불리며 수 많은 이슈를 낳으며 각종 방송에 출현하여 노래와 끼를 보여주었다. 2012년 꽃미남의 모습으로 어찌보면 아이돌 그룹 아닌가 할 정도로 세련된 모습이 얼핏보면 트로트 가수같지 않은 보기드문 비쥬얼이다. 김용빈의 노래는 40~50대의 연륜있는 감정과 테크닉을 보여줌으로서 놀라지 않을 수 없다.
히트곡 <선아야>가 있다. 2020년 12월 '돌아온 트로트 신동, 17년차 가수'라는 별칭으로 '트롯 전국체전'에 출연하였다. 그리고 2024년 미스터트롯3에 출연해 최종 우승하였다.
2004년 11월 1일 1집 앨범 《Debut Collection》으로 데뷔했다.

## 앨범
- 2004.11.01. 정규 《Debut Collection》수록곡 <알아주세요>, <선아야>, <빨간 장미>, <동성로의 밤>, <내 속 알았나 (내 속 알겠나)>, <그렇지도 않더라>, <아낌없이 다줄거야> (장르: 트로트)
- 2012.12.06. 정규 《보고싶어서》 수록곡 <보고 싶어서>, <텔미>, <꽃미남의 첫사랑>, <사랑은 생명의 꽃>, <동성로의 밤>, <첫차>, <애인> (장르: 트로트)
- 2014.08.08. 싱글 《그리운 사랑》 수록곡 <그리운 사랑 (Original Ver.)>, <그리운 사랑 (Ballad Ver.)>, <그리운 사랑 (Acoustic Ver.)>, <그리운 사랑 (Violin Ballad Ver.)> (장르: 트로트)
- 2017.04.11. 정규 《나 아직도 / 사랑은 어떻게 생겼을까》 수록곡 <나 아직도>, <사랑은 어떻게 생겼을까>, <이별이 주고 간 슬픔>, <아마도 빗물이겠지>, <눈물을 가르쳐준 여인>, <내 사랑 지금 어디>, <행복을 비는 마음>, <너와 나>, <사나이 부르스>, <우수>, <젊은 초원>, <꽃물> (장르: 트로트)
- 2019.09.20. 정규 2CD 《가요무대 옛노래 애창곡 1, 2》 (장르: 트로트)
- 2021.01.31. 컴필레이션(옴니버스) 앨범 《트롯 전국체전 Part.8》 수록곡 <찔레꽃> 희용희용(김희&김용빈) (장르: 트로트)

## 수상
- 2004년 제14회 남인수가요제 청소년부문 대상

## 경력
- 2004년 국민건강보험공단 홍보대사
- 2009년 대구광역시 의료관광 홍보대사

## TV
- 2005.05.03 SBS 진실게임 - 게스트
- 2014.03.21 ~ 2024.06.16 엠넷 트로트 엑스 - Top16
- 2020.12.05 ~ 2021.02.20 KBS2 트롯 전국체전 - 5위
- 2021.03.31 ~ 2021.07.29 KBS2 트롯 매직유랑단 - 고정 출연
- 2021.04.16. KBS 2TV 유희열의 스케치북 537회, <야상곡 (夜想曲)> 김용빈X최향
- 2024.05.06 MBN 불타는 장미단 - 게스트
- 2024.12.19 ~ 2025.03.13 TV조선 미스터트롯3 - 眞
- 2025.05.20 ~ TV조선 사랑의 콜센타 세븐스타즈 - 고정 출연

## 라디오
- 2021.04.22. TBN 한국교통방송 《박철의 방방곡곡》 게스트(김용빈,최향), <삼남아리랑>, <사랑은 어떻게 생겼을까>, <물새 우는 강 언덕>
- 2024.09.27.{MBC}<<손태진의 라디오>> 김용빈의 LIVE 쇼 케이스(삼 남 아리랑-물새 우는 강 언덕-내 삶의 이유 있음은)

## 공연 및 행사

### 콘서트
- 2021년 - 2021 트롯전국체전 전국투어 대국민 희망콘서트
- 2022년 - 2022 트롯 전국체전 TOP8 콘서트 - 서울

### 행사
- 미스터트롯3 콘서트 행사
  - 서울: 2025년 3월 29일(토) ~ 30일(일), 올림픽공원 핸드볼경기장
  - 진주: 2025년 4월 12일(토) ~ 13일(일), 진주실내체육관
  - 부산: 2025년 4월 19일(토) ~ 20일(일), 벡스코 오디토리움
  - 대구: 2025년 5월 3일(토) ~ 4일(일), 대구 엑스코 동관
  - 광주: 2025년 5월 10일(토) ~ 11일(일), 김대중컨벤션센터 다목적홀
  - 성남: 2025년 5월 17일(토) ~ 18일(일), 성남아트센터 오페라하우스
  - 청주: 2025년 5월 24일(토) ~ 25일(일), 청주대학교 석우문화체육관
  - 인천: 2025년 5월 31일(토) ~ 6월 1일(일), 송도컨벤시아 4홀
  - 창원: 2025년 6월 21일(토) ~ 22일(일), 창원컨벤션센터
  - 전주: 2025년 6월 28일(토) ~ 29일(일), 한국소리문화의전당 모악당
  - 강릉: 2025년 7월 5일(토) ~ 6일(일), 세바스티아노스 스포츠센터
  - 대전: 2025년 7월 12일(토) ~ 13일(일), 대전컨벤션센터 제 2전시장
  - 수원: 2025년 7월 19일(토) ~ 20일(일), 경희대 국제캠퍼스 선승관
  - 부천: 2025년 7월 26일(토) ~ 27일(일),부천실내체육관
  - 포항: 2025년 8월 17일(일),포항실내체육관

## 여담
- 미스터트롯3에서 본명이 손용빈인 손빈아와 함께 투용빈(두 명의 용빈)이라고 불린다[4]. 공교롭게도 둘다 1992년생이고, 미스터트롯3에서 나란히 최종 진·선을 기록하였다.

- 미스터트롯3에 현역부 A조로 참여하여 진이 되면서 미스터트롯 시리즈는 모두 현역부 A조 참가자가 진에 등극되었다.[5]

- 형제관계가 알려져있지 않고 미스터트롯3 결승전에서도 고모만 오면서 외동으로 추측이 되는데[6], 앞전 미스터트롯 진 출신인 임영웅과 안성훈도 무녀독남 외동아들로, 김용빈도 외동일경우 미스터트롯 진은 모두 외동아들로만 구성이 되게된다.[7]

- 자기관리에 특히 철저하다. 피부 기초 제품만 수십개이며 클랜징을 10분씩 한다. 방송 비하인드에도 피부 관리하는 모습이 여러번 나왔다.

- 동갑인 크리스 영과 친하다. 경연중 서로 편곡을 도와주기도 했으며 김용빈이 바쁠 때는 반려견인 김탄을 크리스영이 돌봐주기도 한다.

- 춤을 잘 못 춘다. 정확히 말하자면 춤 실력 자체는 괜찮지만 방향을 헷갈려 하는듯 하다.[8][9]

- 일본어를 할 줄 안다. 2008년에 일본 가요계 진출을 위해 일본으로 건너가 생활했기 때문이다.

- 중학교 1학년이였던 2005년에 도전 1000곡에 출연하여 최연소 우승을 했다.[10]